# 塞雷德集中營
塞雷德集中營，是第二次世界大戰期間在斯洛伐克共和國建造的勞改營和中轉營。它於1941年9月作為猶太人的勞改營而建立。1944年9月，它被黨衛軍的部隊接管。

## 歷史

### 勞改營時期
1941年9月9日，納粹德國在根據198號政府法令涉及。剝奪了斯洛伐克共和國境內所有猶太人口的所有人權和公民權利。根據該法令，16-60歲的猶太人有義務按照斯洛伐克內政部的命令從事工作。並在法令頒布後的一個月內，於塞雷德為猶太人建立了一個拘留營和勞改營。
塞雷德集中營由幾家工廠組成，僅生產細木工產品、玩具、服裝和其他商品。並由赫林卡衛隊守衛，自1944年3月起由斯洛伐克憲兵隊接手。在斯洛伐克的第一波驅逐行動中，該營地曾作為被驅逐公民的臨時拘留中心。

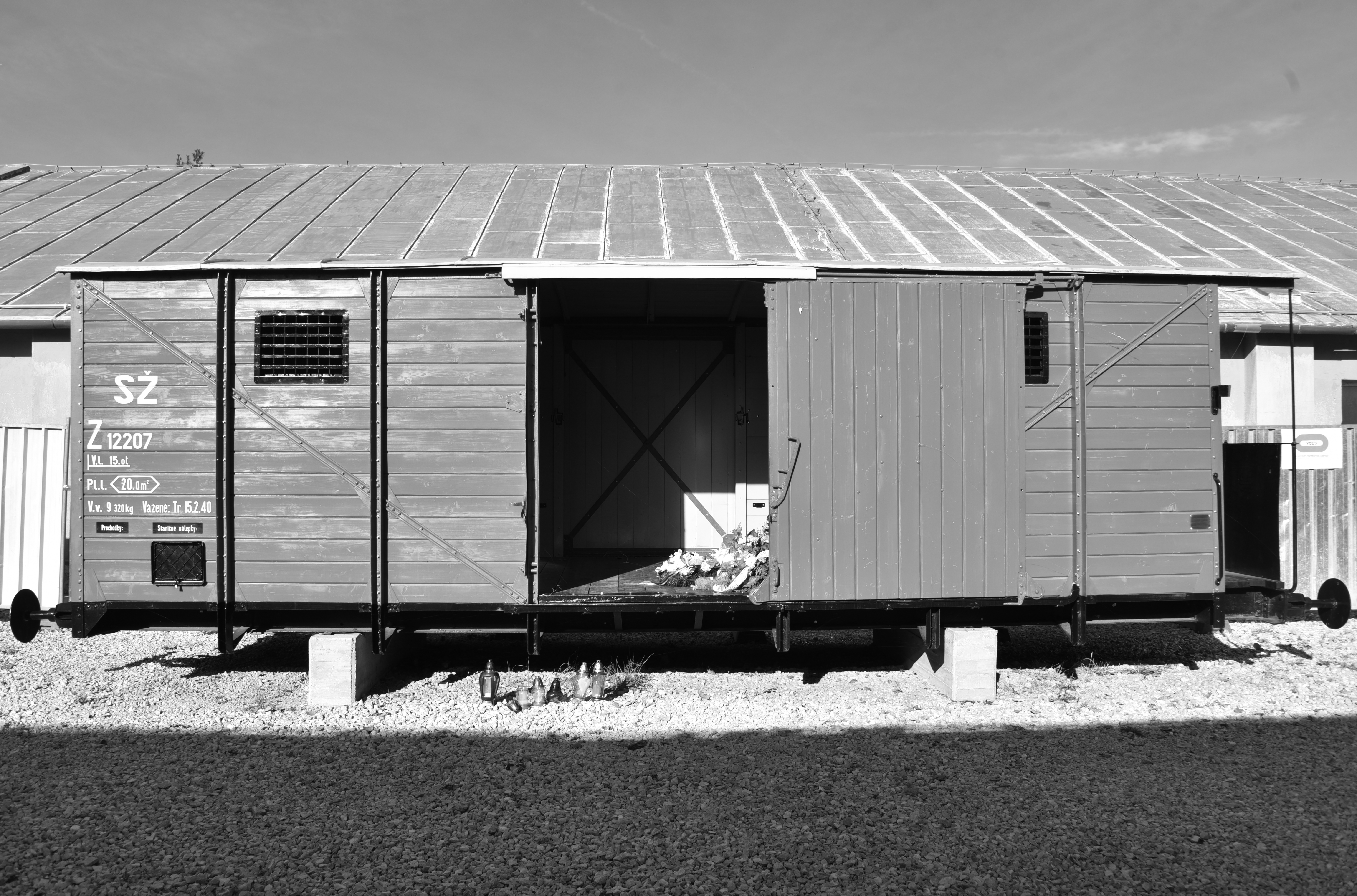
用於驅逐斯洛伐克猶太人的大屠殺列車

總共有4,463人從塞雷德被運送到波蘭的其他納粹勞改營；大多數人沒有活下來。在此期間離開塞雷德的最後兩列運輸列車，僅載有來自當地猶太醫院的病人，以及來自各個醫療機構的身心殘障人士。當運輸車離開後，營地裡的情況變得更好。在戰爭後期階段，斯洛伐克民族起义開始後，當地警察曾守衛著塞雷德勞改營，並打開大門讓剩下在營區裡的猶太人逃脫。許多囚犯最終也參與此次武裝起義行動。

### 集中營時期
1944年9月，在位於布拉迪斯拉發的弗朗茨·諾爾邁爾（Franz Knollmayer）指揮下，塞雷德變成了一個集中營，新的黨衛軍士兵開始對留在營地內的囚犯進行重大暴行，包括酷刑、強姦和謀殺等罪行。到9月底，諾爾邁爾的職務由阿洛伊斯·布魯納取代，他的任務轉而是解決在斯洛伐克的「猶太人問題」。
因此，塞雷德成為第二波中轉的主要集中營。營地的不同部分關押著來自斯洛伐克起義軍的士兵、游擊隊員和被指控參與起義的人士。布倫納組織了11次火車運輸，將這些囚犯驅逐到奧斯威辛、薩克森豪森、拉文斯布呂克和泰雷津集中营。最後一輛交通工具於1945年3月31日離開塞雷德，就在紅軍解放前不久。

## 遺產

### 大屠殺博物館
塞雷德的勞改營和集中營已經構成專屬斯洛伐克共和國的國家文化紀念碑。也是斯洛伐克同期興建的集中營唯一一個保存完好的營地建築群。2016年，位於營地內的塞雷德大屠殺博物館開幕，展示與猶太文化、營地生活和大屠殺有關的展覽。

### 圖片

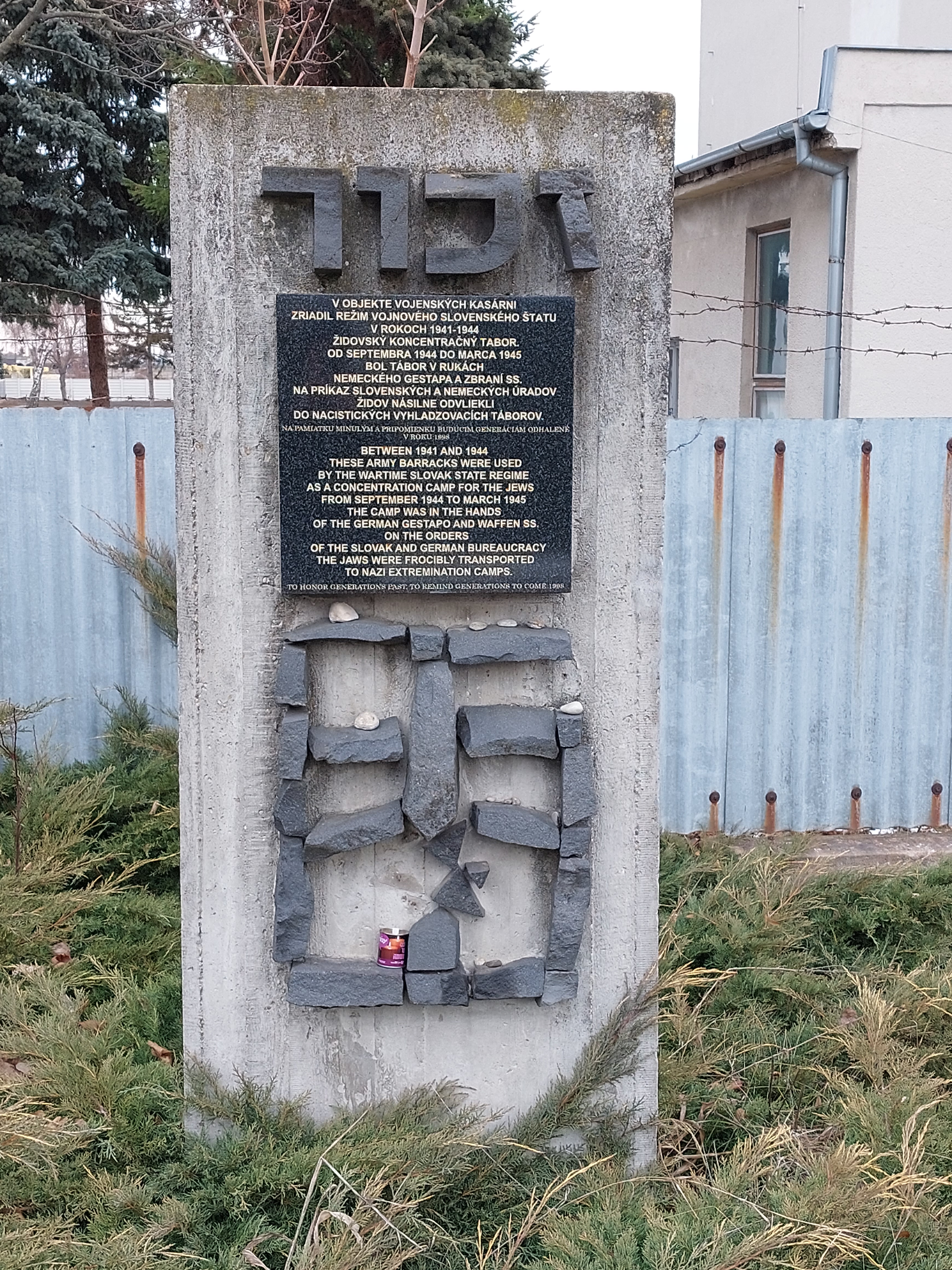
塞雷德集中營入口
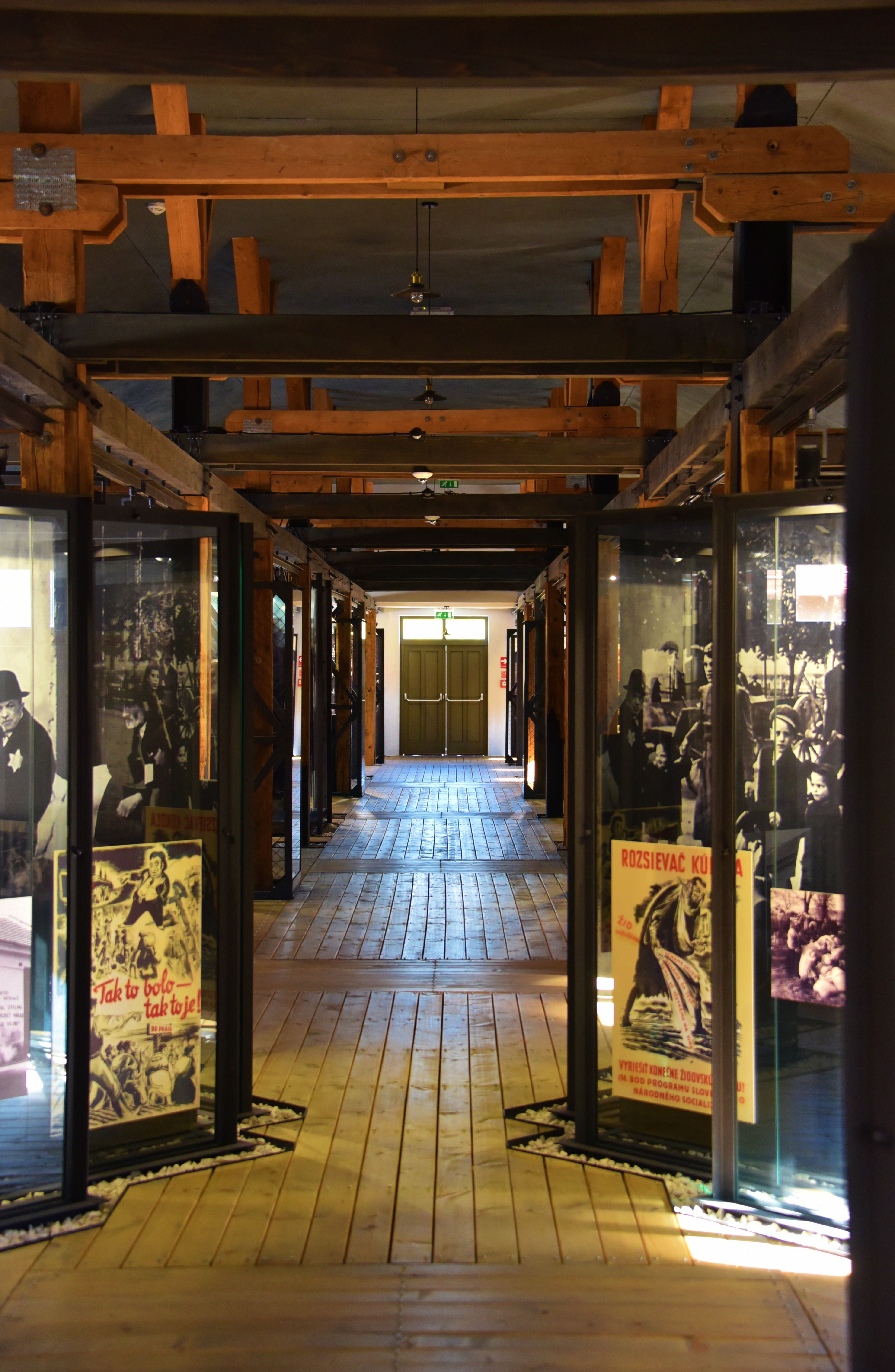
塞雷德集中營展示區域
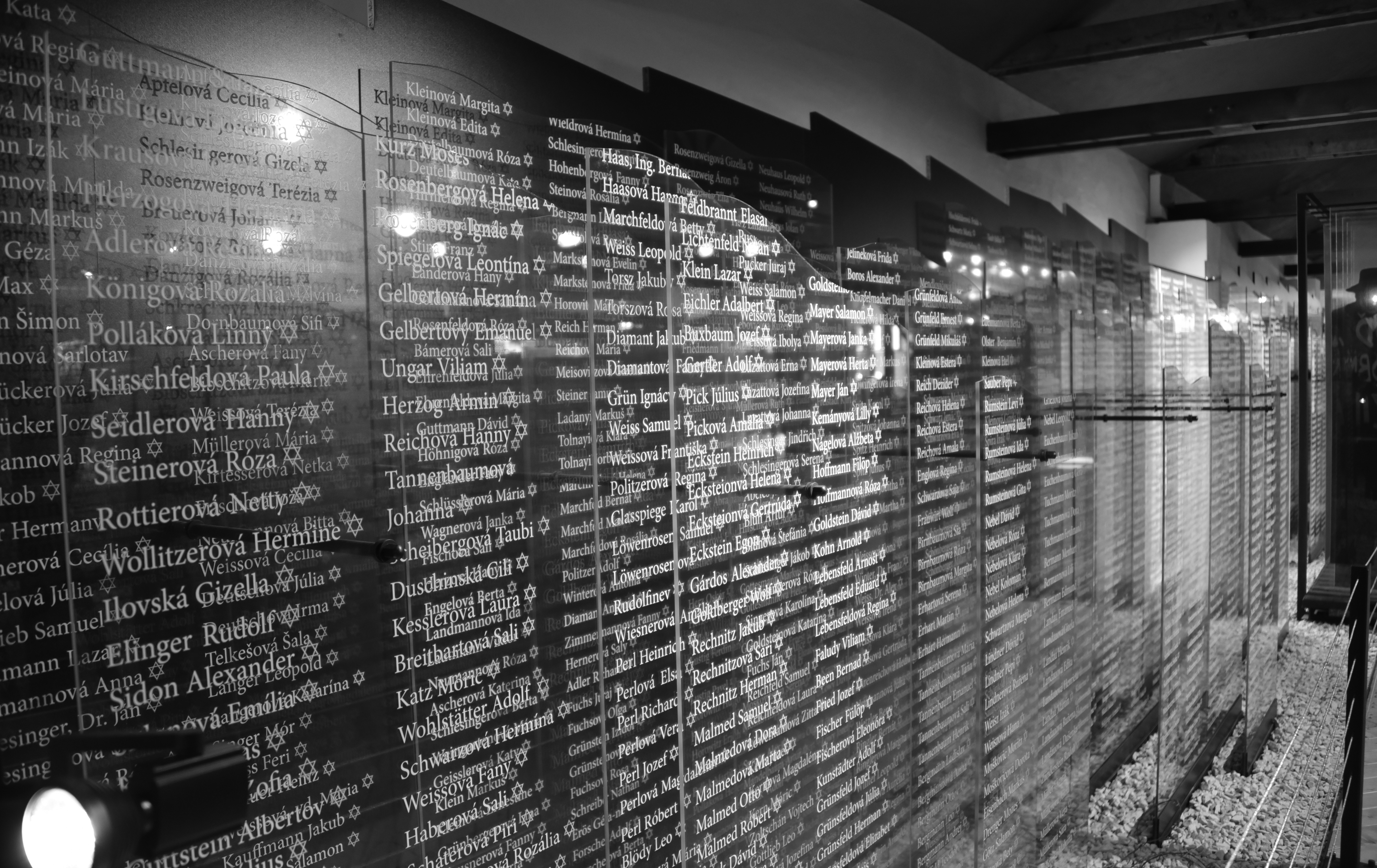
弔念牆
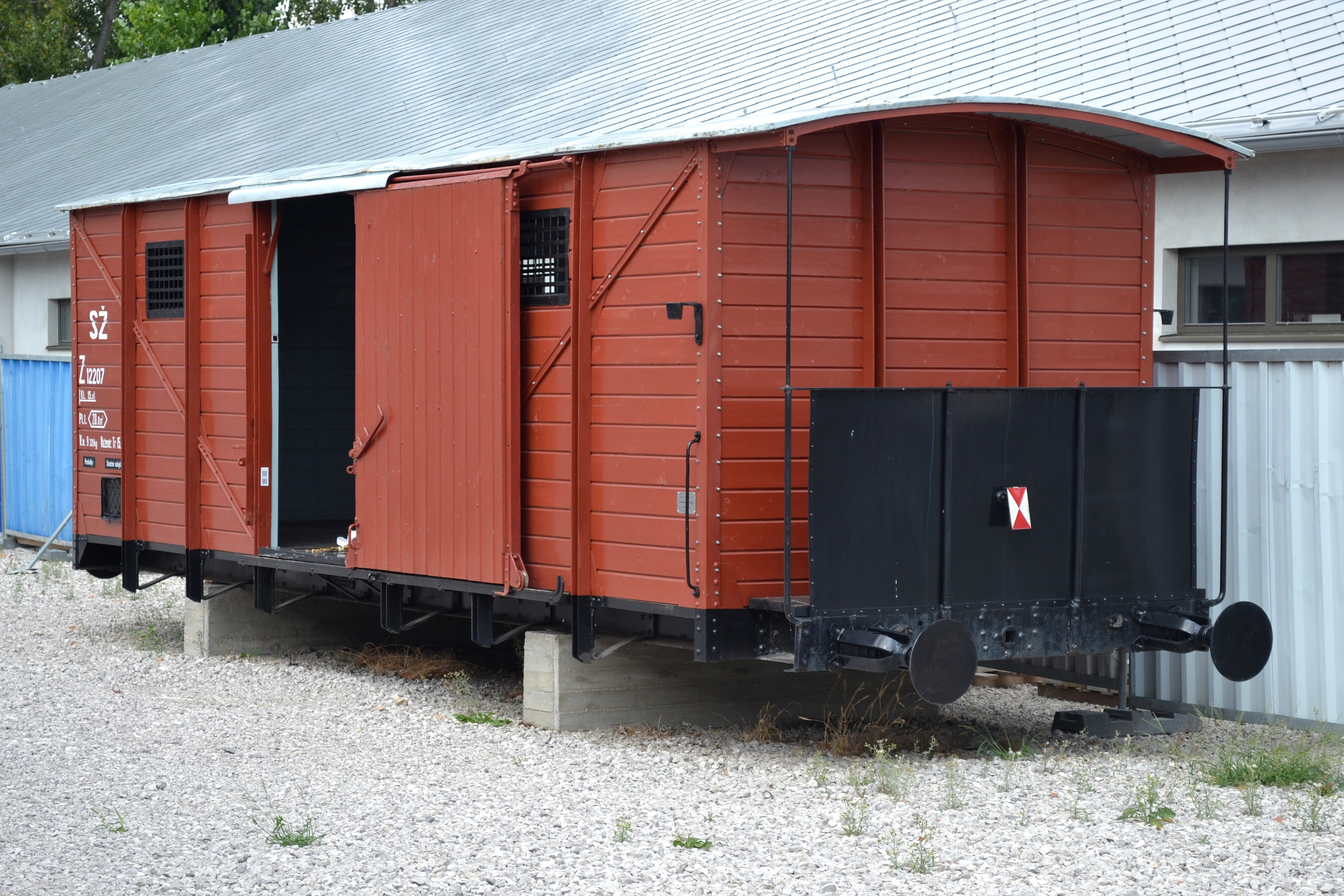
大屠殺車廂